# Linguagem interpretada
Linguagem interpretada é uma linguagem de programação em que o código fonte é executado por um programa de computador chamado interpretador (ao invés de serem compiladas), onde a interpretação e a execução do programa acontecem em tempo real e independente do sistema operacional utilizado. Como por exemplo a "linguagem de script" é uma linguagem de programação que trabalha com scripts que agilizam e automatizam a execução de tarefas que seriam executadas uma de cada vez por um operador humano.
Existe a seguinte controvérsia, mesmo que o código fonte passe pelo processo de compilação, a linguagem pode ser considerada interpretada se o programa resultante não for executado diretamente pelo sistema operacional ou processador. Um exemplo disso é o Bytecode, que é um tipo de linguagem interpretada que passa pelo processo de compilação e, em seguida, é executado por uma máquina virtual, cuja sintaxe é similar a código de máquina e cada comando ocupa 1 byte. 
Teoricamente, qualquer linguagem pode ser compilada ou interpretada e, por isso, há algumas linguagens que possuem ambas implementações mescladas, processo chamado de "Just in time" (JIT), que veio aperfeiçoar a produção.

## Vantagens
A maioria das linguagens interpretadas são flexíveis, oferecendo recursos como digitação dinâmica, tamanho reduzido de programa gerado e, a interpretação código-fonte implementado pelo programador e a execução do programa gerado são feitos realizados independete do sistema operacional (ou plataforma) utilizada. o processo detalhado da interpretação facilidade a visualização dos erros de programação.

## Linguagens tipicamente interpretadas
Abaixo, segue-se algumas linguagens de programação que são tipicamente interpretadas (que podem possuir implementações compiladas):
- ActionScript
- APL
- ECMAScript
- Euphoria
- Forth
- Icon
- Inform
- J
- JavaScript
- Logo
- Lua
- MUMPS
- PHP
- Python
- R
- Ruby
- Smalltalk
- Squeak
- VBScript
- Tcl